# Maasim
Maasim ist eine philippinische Stadtgemeinde in der Provinz Sarangani.

## Geografie

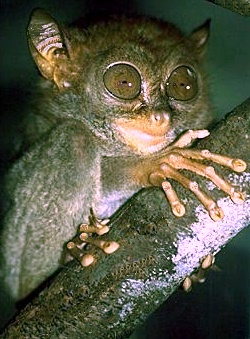
Philippinen-Koboldmaki

Die Stadtgemeinde Maasim grenzt im Westen an Kiamba, im Osten liegt die Bucht von Sarangani, im Norden grenzt die Provinz South Cotabato an und im Süden liegt die Celebessee.
In den Regenwäldern und den Berggebieten Maasims lebt der Philippinen-Koboldmaki (Tarsius syrichta).

## Baranggays
Maasim ist politisch in 16 Baranggays unterteilt.
| - Amsipit - Bales - Colon - Daliao - Kabatiol - Kablacan - Kamanga - Kanalo | - Lumasal - Lumatil - Malbang - Nomoh - Pananag - Poblacion (Maasim) - Seven Hills - Tinoto |

## Bevölkerung und Kultur
Die Mehrheit der Einwohner sind vom Ursprung her Cebuanos. In den Berggebieten Maasims lebt das indigene Volk der T'boli.

## Wirtschaft
Die Wirtschaft Maasims basiert zu großen Teilen auf Landwirtschaft, von großer Bedeutung ist die Kopraproduktion. Tierhaltung ist die zweitgrößte Einkommensquelle, insbesondere Rinderhaltung. Weiter landwirtschaftliche Produkte sind Kokosnüsse, Mais, Zuckerrohr, Bananen, Ananas, Mangos, Schweinefleisch, Hühnereier, Rindfleisch und Fisch.
Das Wirtschaftswachstum hat sich im vergangenen Jahrzehnt, durch die globalen Kommunikationstechnologien und infolge der Fertigstellung eines modernen Highways wesentlich beschleunigt, was die Handels- und Transportmöglichkeiten enorm verbesserte.